# Lily Renée

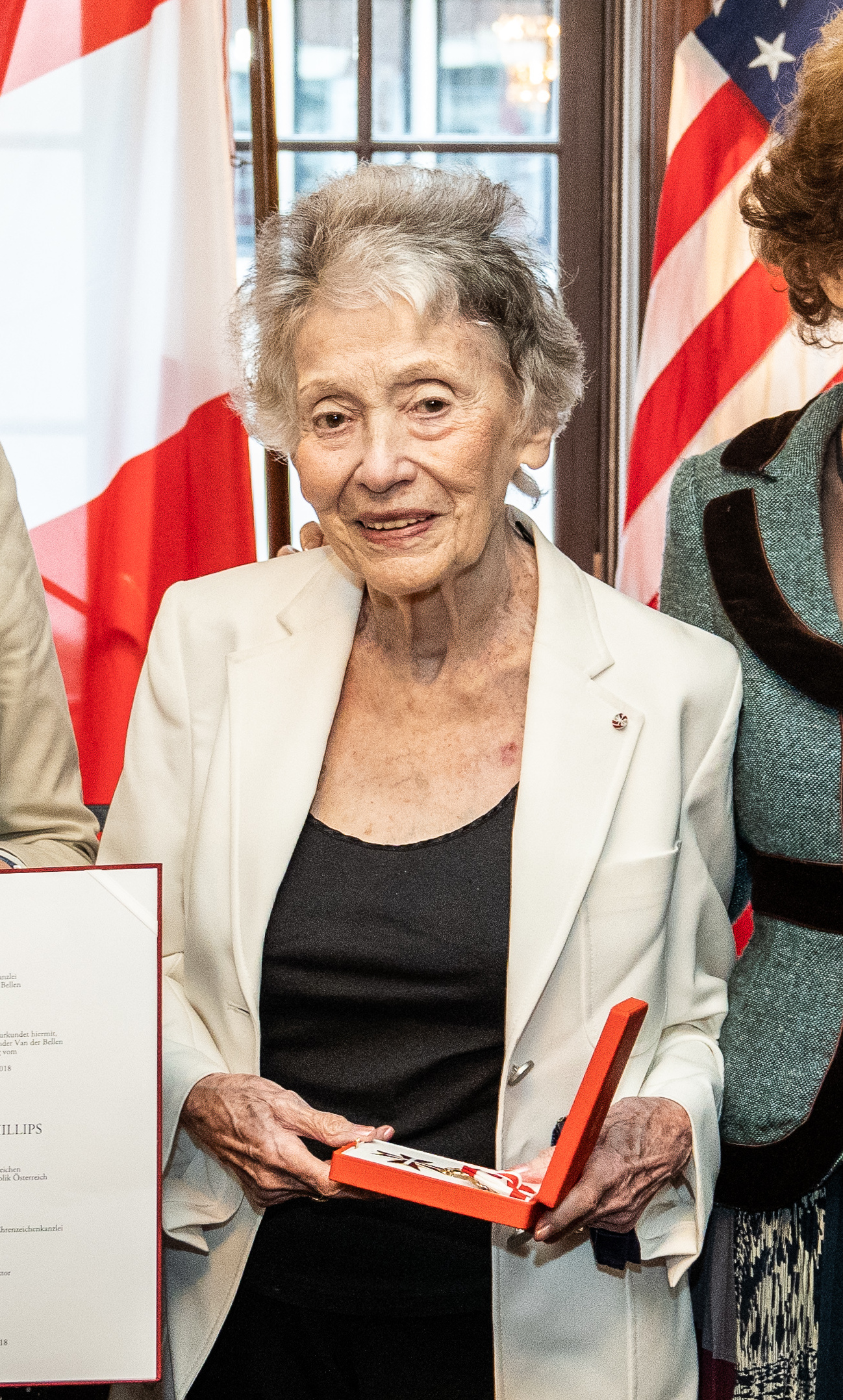
Lily Renée (2018)

Lily Renée (* 12. Mai 1921 als Elisabeth Willheim in Wien; † 24. August 2022 in New York) war eine US-amerikanische Zeichnerin und Illustratorin. Mit ihrer Arbeit für Fiction House trug sie in den 1940er-Jahren zum sogenannten Goldenen Zeitalter des Superheldencomic bei. Ihre Gestaltung von Figuren wie Señorita Rio fand Eingang in die Geschichtsschreibung des Comics. In Europa wurde Lily Renée spät rezipiert und gewürdigt – eine Ausstellung in ihrer Geburtsstadt, aus der sie per Kindertransport entkommen war, zeigte 2019 einen Einblick in ihr Schaffen und war auch in den USA zu sehen. Im Vorjahr hatte sie das Goldene Ehrenzeichen für Verdienste um die Republik Österreich entgegengenommen.

## Leben
Lily Renée kam in Wien auf die Welt – über ihren Geburtsnamen Willheim habe sie später, so Michael Freund in einem Porträt, angemerkt, er bedeute so viel wie “I want to go home.” Sie wuchs im vierten Bezirk nahe der Karlskirche in der behüteten Umgebung einer bürgerlichen jüdischen Familie auf. Das Einzelkind begann früh zu zeichnen – Clowns, Ballerinas, Tiger – und sie interessierte sich für alles, was mit Kostümen, Verkleidungen und Fantasie zu tun hatte. Nach dem „Anschluss“ entkam Lily per Kindertransport nach England, wo sie u. a. in Leeds im Maternity Hospital arbeitete, bis Heranwachsende über 16 zu „enemy aliens“ definiert wurden. Lily hoffte auf eine Ausreisemöglichkeit in die USA. Ihre Eltern gelangten Ende November 1939 über Rotterdam nach New York. Erst dort kam die Familie wieder zusammen.
Die junge Frau bewarb sich auf ein Stelleninserat von Fiction House, einem Verlag für Comicstrips. Nach einer kurzen Probezeit wurde sie eingestellt. Ihre erste eigene Aufgabe dort waren die Werewolf Hunters, es folgten The Lost World sowie Jane Martin mit Abenteuern einer Pilotin im Kampf gegen die Nationalsozialisten und nicht zuletzt Señorita Rio über eine Spionin. So sehr Lily das Zeichnen Freude machte, so wenig behagte ihr das alltägliche Umfeld: Die sexualisierte Arbeitsumgebung war ihr ungewohnt und auch unangenehm. Dennoch wusste sich die neue Kollegin zu behaupten und wurde mit größeren Arbeiten beauftragt. Auch als bei Fiction House zusätzliche weibliche Zeichner beschäftigt wurden, war Lily Renée die einzige, die Titelbilder gestaltete. „L. Renée“ lautete die Signatur. Lily Renée betrachtete das Comiczeichnen als Erwerbsarbeit, und sie betrieb es, solange es zum Lebensunterhalt diente. Später illustrierte sie Kinderbücher und textete selbst, unter anderem das Stück Superman in Sleep's Embrace.
Lily Renée war dreimal verheiratet, mit ihrem zuletzt Angetrauten Randolph Philipps zog sie zwei Kinder auf. In ihrer zweiten Ehe (1946–1952) hatte sie mit Eric Peters (eigentlich Erich Gold) auch künstlerisch einen Partner gehabt.
Die Wieder- bzw. Neuentdeckung der Künstlerin ist eng mit dem Namen Trina Robbins verbunden: Die US-amerikanische Zeichnerin und Comic-Historikerin mit besonderem Fokus auf dem Schaffen von Frauen widmete sich Leben und Werk von Lily Renée publizistisch und wissenschaftlich, wobei viel Information aus dem persönlichen Kontakt mit der Zeichnerin in ihre Veröffentlichungen Eingang fand. Ergänzend schrieb Robbins die Graphic Novel Lily Renée, Escape Artist: From Holocaust Survivor to Comic Book Pioneer (Graphic Universe, 2011). Bei der Comic-Con International in San Diego wurde Lily Renée 2007 ein Inkpot Award verliehen. In der jüngsten Comicforschung werden Arbeiten von Renée auch unabhängig von biografischen Zusammenhängen behandelt. Ein Beitrag zur Geschichte des Horrorcomics stellte etwa fest: „Renée’s career is a prominent example of how a female artist in the Golden Age of comics could use her work as a forum for presenting women in more multifaceted ways than were found in most stories of the era.“
Das Jüdische Museum Wien zeigte 2019 die Ausstellung Die drei mit dem Stift. Lily Renée, Bil Spira und Paul Peter Porges. Lily Renée kam zur Vernissage nach Wien. Die folgende Präsentation im Austrian Cultural Forum New York fand auch im Vereinigten Königreich Beachtung: The Guardian zitierte Lily Renées Tochter, die meinte, die Arbeiten ihrer Mutter zeigten oft Frauenfiguren in traditionell als männlich betrachteten Rollen („Whether consciously or not, an enormous part of her output showed female characters in traditionally male roles“). Als „powerful and glamorous“ wurden ihre Heldinnen im Nachruf der New York Times auf die Künstlerin bezeichnet. Die 89-jährige Lily Renée selbst hatte – in einem Porträt im Nachrichtenmagazin Newsweek, dessen Autorin in ihren Zeichnungen „flashes of Klimt, Schiele, Dix“ ausmachte, über ihr Schaffen als Comiczeichnerin geäußert: „It was undervalued then, and now it’s overvalued“.

## Buchveröffentlichung
- Rot ist das Herz. Kinderbuch. Wien 2019.